# Werner Eugster

Werner Eugster (2017)

Werner Eugster (* 26. Mai 1964 in Lyss, Kanton Bern; † 23. Mai 2022) war ein Schweizer Geograph und Wissenschaftler an der ETH Zürich.

## Biografie
Eugster studierte von 1984 bis 1990 Geographie an der Universität Bern und promovierte dort 1994 zum Thema Mikrometeorologische Bestimmung des NO2-Flusses an der Grenzfläche Boden/Luft. Es folgten ein zweijähriger Aufenthalt an der Universität von Kalifornien in Berkeley und ein Jahr an der Universität Bayreuth. 1997 kehrte er zurück an die Universität Bern, wo er 2002 zum Thema Micrometeorological Methods in Biogeochemistry habilitierte und seit 2003 als Privatdozent für Physische Geographie wirkt. 2003 wechselte Eugster an die ETH Zürich, wo er bei Nina Buchmann zuerst Gruppenleiter und 2015 Titularprofessor wurde.
Sein wissenschaftliches Wirken zu den Wechselwirkungen zwischen Klima und Vegetation ist begleitet durch Beraterfunktionen in der Wissenschaftsadministration. Von 2011 bis 2013 war er Präsident der Kommission Atmosphären-Chemie und Physik (ACP), danach von 2014 bis 2019 Präsident der Platform Geosciences in der Akademie der Naturwissenschaften Schweiz (scnat). Zudem war er von 2006 bis 2019 im Herausgebergremium der Zeitschrift Die Erde und seit 2015 auch von der Zeitschrift Agricultural and Forest Meteorology.
Er starb im Mai 2022 im Alter von 57 Jahren an den Folgen einer Krebserkrankung.

## Forschungsschwerpunkte
Eugsters Forschungsschwerpunkte waren
1. Treibhausgas- und Energie-Austauschprozesse zwischen Biosphäre und Atmosphäre
2. Nebel und seine Bedeutung für Nebelwälder und Grasländer
3. Geographie landwirtschaftlicher Gebiete und ihre Wechselwirkungen mit dem Klima
4. Gebirgsmeteorologie der Arktis, mit Schwerpunkt Alaska.

Eugster betreute viele Studierende und Doktoranden an der Universität Bern und der ETH Zürich.

## Veröffentlichungen
Eugster hat an über 190 wissenschaftlichen Artikeln mitgearbeitet. Seine wissenschaftlich meist zitierten Arbeiten sind (Stand 2021):
- Chapin, F. S., A. D. McGuire, J. Randerson, R. Pielke, D. Baldocchi, S. E. Hobbie, N. Roulet, W. Eugster, E. Kasischke, E. B. Rastetter, S. A. Zimov, and S. W. Running. 2000. Arctic and boreal ecosystems of western North America as components of the climate system. Global Change Biology 6:211-223.
- Damm, A., L. Guanter, E. Paul-Limoges, C. van der Tol, A. Hueni, N. Buchmann, W. Eugster, C. Ammann, and M. E. Schaepman. 2015. Far-red sun-induced chlorophyll fluorescence shows ecosystem-specific relationships to gross primary production: An assessment based on observational and modeling approaches. Remote Sensing of Environment 166:91-105.
- Eugster, W., W. R. Rouse, R. A. Pielke, J. P. McFadden, D. D. Baldocchi, T. G. F. Kittel, F. S. Chapin, G. E. Liston, P. L. Vidale, E. Vaganov, and S. Chambers. 2000. Land-atmosphere energy exchange in Arctic tundra and boreal forest: available data and feedbacks to climate. Global Change Biology 6:84-115.
- Gilmanov, T. G., J. E. Soussana, L. Aires, W. Eugster et al. 2007. Partitioning European grassland net ecosystem CO2 exchange into gross primary productivity and ecosystem respiration using light response function analysis. Agriculture Ecosystems & Environment 121:93-120.
- Gockede, M., T. Foken, M. Aubinet,  W. Eugster et al. 2008. Quality control of CarboEurope flux data - Part 1: Coupling footprint analyses with flux data quality assessment to evaluate sites in forest ecosystems. Biogeosciences 5:433-450.
- Jung, M., M. Reichstein, P. Ciais, W. Eugster et al. 2010. Recent decline in the global land evapotranspiration trend due to limited moisture supply. Nature 467:951-954.
- Kindler, R., J. Siemens, K. Kaiser, W. Eugster et al. 2011. Dissolved carbon leaching from soil is a crucial component of the net ecosystem carbon balance. Global Change Biology 17:1167-1185.
- Pastorello, G., C. Trotta, E. Canfora, W. Eugster et al. 2020. The FLUXNET2015 dataset and the ONEFlux processing pipeline for eddy covariance data. Scientific Data 7.
- Smith, P., G. Lanigan, W. L. Kutsch, N. Buchmann, W. Eugster, M. Aubinet, E. Ceschia, P. Beziat, J. B. Yeluripati, B. Osborne, E. J. Moors, A. Brut, M. Wattenbach, M. Saunders, and M. Jones. 2010. Measurements necessary for assessing the net ecosystem carbon budget of croplands. Agriculture Ecosystems & Environment 139:302-315.

Einen Überblick über alle Publikationen und aktuelle Projekte finden sich auf Publons und auf ResearchGate.